# Дунайская (станция метро)

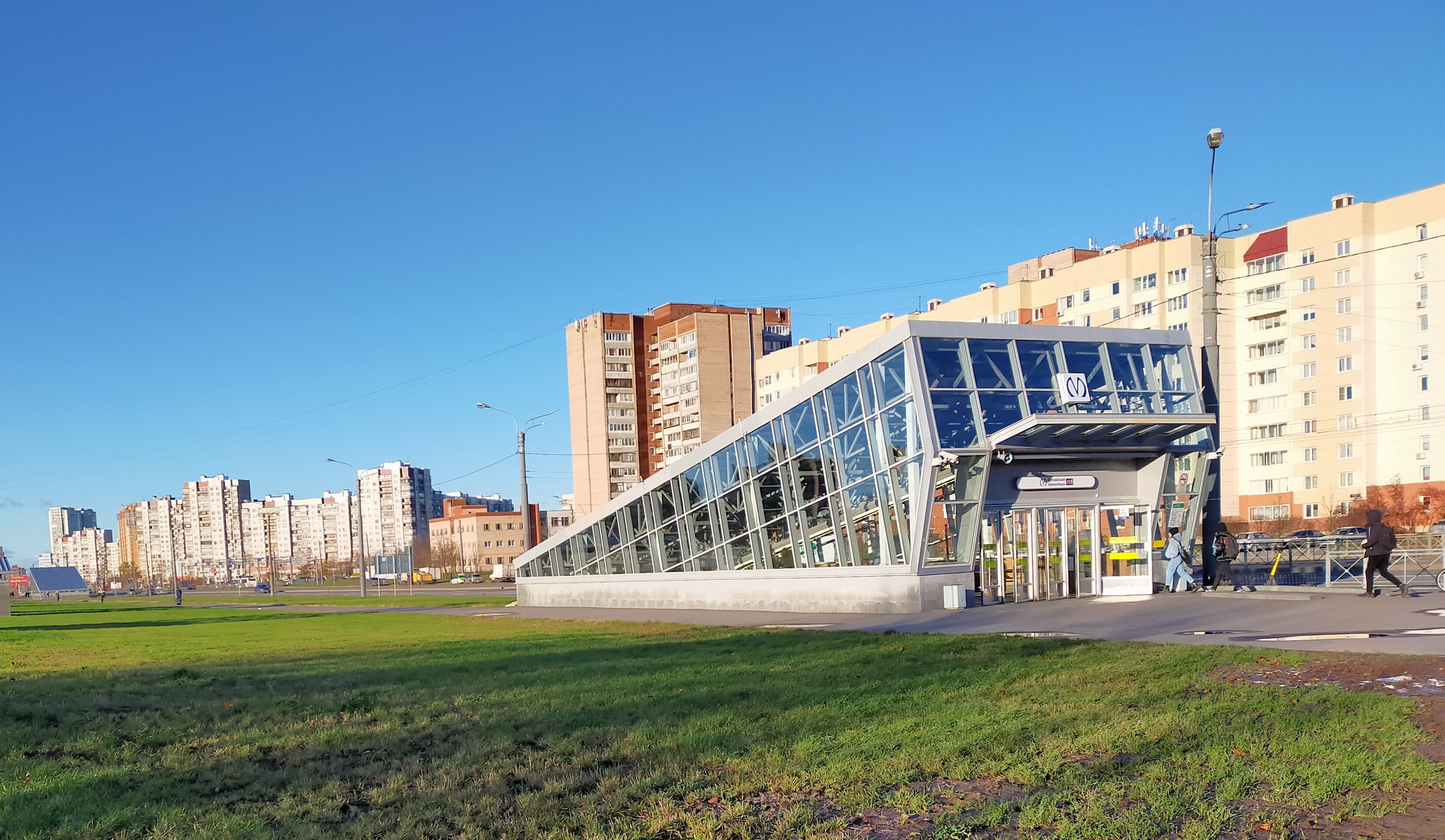
Южный вестибюль станции метро Дунайская.

«Дуна́йская» — станция Петербургского метрополитена. Расположена на пятой (Фрунзенско-Приморской) линии между станциями «Проспект Славы» и «Шушары» вблизи пересечения линии с Дунайским проспектом.

## Подземные сооружения

### Станционный зал
«Дунайская», аналогично станциям «Зенит» и «Беговая» — колонная трёхпролётная станция мелкого заложения с двумя боковыми платформами, что нетипично для Петербурга. Встречные пути разделены стеной, украшенной масштабными восьмиугольными витражами с видами на города Европы, расположенные на Дунае: Ингольштадт, Регенсбург, Ульм, Вена, Линц,  Братислава, Будапешт, Вуковар, Нови-Сад, Белград, Дробета-Турну-Северин, Видин, Измаил.
На станции установлен декоративный волнообразный подвесной потолок синего цвета с вмонтированными потолочными светильниками. По замыслу авторов, такое оформление потолка должно напоминать речную пену, плывущую по волнам реки. Ещё одна группа светильников расположена по обе стороны вестибюля за карнизами.
Потолок опирается на колонны цилиндрической формы, облицованные панелями из многослойного закалённого стекла (триплекс) — синего и прозрачного. Окрашенное стекло (стемалит) производилось по технологии «фьюзинг». Формовка полуцилиндрических пластин производилась методом моллирования. Таким образом, в Петербурге появилась вторая станция после «Автово» с колоннами со стеклянной поверхностью. Цоколи колонн обшиты нержавеющей сталью.
Стены станции и прямоугольные колонны в вестибюлях отделаны светло-жёлтым мрамором. Цоколи и полы облицованы тремя видами серого гранита.
В простенках станционного зала установлены скамьи, изготовленные из белого мрамора с сидениями из дуба, по 10 штук вдоль каждой из стен.
По краям платформы установлена полоса из бучардированого гранита для обеспечения ориентации слабовидящих пассажиров. Для обеспечения удобной связи между платформами и вестибюлями для маломобильных людей на станции установлены четыре лифта, что в совокупности с траволаторами позволяет станции соответствовать стандартам безбарьерной среды.

### Вестибюли
В кассовых залах вестибюлей кассы расположены таким образом, чтобы обеспечить открытое пространство перед ними с учётом накопления людей и возможности беспрепятственного движения пассажиров. За кассами находятся линейки турникетов на вход и выход пассажиров. В зоне расположения входных турникетов расположен пикет полиции. По три эскалатора с двух сторон этой зоны соединяют каждый вестибюль с пассажирскими платформами, обеспечивая таким образом ещё и возможность бесплатной смены направления движения.
На торцевой и боковых стенах у эскалаторных спусков должна располагаться композиция из четырёх мозаичных панно, на которых изображены картины из жизни дунайских регионов. В настоящее[какое?] время установлено только одно из них[какое?]. Судьба трёх других панно неизвестна. Их места закрыты фанерой, имитирующей камень. В 2024 году во время ремонта над эскалаторами, ведущими к южному вестибюлю, были установлены панно с видами Дуная и мостами через него.

## Наземные сооружения
Практически все части станции находятся под землёй. Из наземных сооружений существуют только небольшие павильоны/ограждения выходов и вентиляционных шахт. Все они находятся в Фёдоровском сквере, на нежилой стороне Бухарестской улицы между Дунайским проспектом и улицей Ярослава Гашека. Существует возможность пристройки подземных переходов для прямого выхода на сторону жилых кварталов.
Из каждого вестибюля станции на поверхность ведут два выхода.
Северный вестибюль расположен в районе пересечения Бухарестской ул. и Дунайского пр. Основной лестничный спуск расположен ближе к Дунайскому пр., оборудован двумя траволаторами и защищён крытым павильоном. Вспомогательный выход представляет собой лестницу, ведущую вглубь сквера.
Южный вестибюль располагается на углу Бухарестской ул. и ул. Ярослава Гашека и по конструкции аналогичен северному, только в зеркальном расположении. С лета 2020 года вспомогательный выход южного вестибюля закрыт.
Павильоны построены по универсальному проекту архитектора А. Е. Перестюка. Однотипные конструкции установлены на станциях «Беговая» и «Проспект Славы».

## Строительство
В 2014 году начато сооружение монолитной плиты верхнего перекрытия вестибюля.
Основные этапы:
- возведение единой ограждающей конструкции станционного котлована — «стены в грунте» общей протяжённостью 480 м,
- бурение,
- установка и бетонирование 76 несущих свай-колонн,
- выполнение грунтозамещающей струйной цементации в зонах входа и выхода ТПМК S-782,
- разработку грунта на первом уровне заглубления котлована с отметки +17,3 м от уровня разработки грунта (УРГ) до отметки +11 м от УРГ.

Второй и третий основные этапы включали монтаж и бетонирование плиты подготовки, монтаж поддерживающей опалубки и строительство верхней плиты покрытия, дальнейшую разработку грунта вниз — уже до шелыги свода пропущенного к тому времени через станцию двупутного тоннеля.
В 2015 году горнопроходческий щит «Надежда» завершил проходку двухпутного тоннеля диаметром 10,3 метра и длиной 3,7 км от депо «Южное» до станции «Проспект Славы».
Впервые в практике Санкт-Петербурга строительство станции велось по технологии «Top Down» («Сверху вниз»). В начале 2016 года была разомкнута обделка двухпутного перегонного тоннеля внутри станции — специально для демонтажа тяжеловесных элементов коллективом СМУ-11 была разработана и построена уникальная машина, сочетающая в себе передвижной арочный укладчик и гидравлический манипулятор в едином сборе.

## Переносы сроков
В 2007 году открытие станции намечалось на 2012 год. По данным на 2010 год станция должна была открыться не ранее 2015 года. В декабре 2017 года Комитет по развитию транспортной инфраструктуры объявил, что станция метро «Дунайская» откроется в мае 2018 года. В январе 2018 года были высказаны опасения, что в мае 2018 года может открыться только депо «Южное», а станции «Проспект Славы», «Дунайская» и «Шушары» будут достраиваться до конца 2018 года. В октябре 2018 года было объявлено, что открытие новых станций Фрунзенско-Приморской линии переносится с 2018 года на более поздние сроки. 20 февраля компания «Метрострой» подтвердила, что официальный срок сдачи — 1 июля 2019 года, на этот же срок рассчитывает КРТИ. 26 февраля глава КРТИ Сергей Харлашкин, подтвердил что «Метрострой» должен закончить работы к 1 июля, при этом глава отметил, что пока никакой активности на объекте нет. 14 марта 2019 года стало известно, что Правительство Петербурга выделит 2 млрд рублей на достройку Фрунзенского радиуса, а контракт продлят до 31 августа. Тем не менее, 1 июля 2019 года станция открыта не была. Очередной срок открытия станции перенесён с 1 сентября 2019 года на 5 сентября 2019 года. Первая торжественная церемония открытия станции в составе комплекса «„Проспект Славы“ — „Шушары“» была проведена 5 сентября 2019 года, когда по новому участку линии запустили движение поездов без пассажиров. 30 сентября 2019 года было объявлено о завершении тестового режима эксплуатации, 1 октября 2019 года Ростехнадзором было выдано заключение о соответствии построенного объекта проектной документации. Вторая торжественная церемония и открытие станции состоялись 3 октября 2019 года в 17:00.

## Течи
С момента открытия на станции возникло большое количество проблем с гидроизоляцией. В качестве причин называют экономию средств, нарушение технологии и сложные гидрогеологические условия, а также недостаточно отработанную новую технологию строительства. Предполагается, что устранение протечек потребует значительных средств, которые не могут быть выделены в ближайшие после открытия станции годы.
10 августа 2024 года южный вестибюль станции был закрыт для проведения ремонтных работ, график работы северного вестибюля был изменëн в соответствии с временем прохождения поездов. 25 декабря 2024 года южный вестибюль был открыт.
12 мая 2025 года северный вестибюль был закрыт на ремонт.

## Пассажиропоток
За первый месяц после открытия станции через неё прошли 410 тысяч человек (в среднем, по 15 тыс. человек в сутки).

## Наземный транспорт

### Автобусные маршруты
| №   | Пересадки                              | Конечный пункт 1       | Конечный пункт 2   |
| --- | -------------------------------------- | ---------------------- | ------------------ |
| 53  | Пролетарская Рыбацкое                  | Завод ЖБИ-1            | Купчино            |
| 56  | Купчино Проспект Славы Ломоносовская   | Малая Балканская улица | Кудрово, ТК «МЕГА» |
| 57  | Проспект Славы Бухарестская Волковская | Малая Балканская улица | Боровая улица      |
| 241 | Пролетарская Звездная                  | Улица Грибакиных       | Проспект Ветеранов |
| 287 | Звёздная Шушары Купчино                | Звёздная улица         | Звёздная улица     |
| 326 | —                                      | Колпино                | Купчино            |

### Трамвайные маршруты
| №  | Пересадки                                                                              | Конечный пункт 1       | Конечный пункт 2       |
| -- | -------------------------------------------------------------------------------------- | ---------------------- | ---------------------- |
| 45 | Проспект Славы Международная Бухарестская Парк Победы Московская                       | Купчино · Купчино      | проспект Юрия Гагарина |
| 49 | Проспект Славы Международная Бухарестская Волковская Обводный канал Лиговский проспект | Малая Балканская улица | улица Марата           |
| 62 | —                                                                                      | Купчино                | Малая Балканская улица |